# Viva Europa!
Viva Europa! is een film uit 2009, geregisseerd en geschreven door Edwin Brienen. De film vierde première in de Berlijnse Volksbühne in 2009. De film onderzoekt thema’s als ‘die Wende’, de Duitse hereniging en de aftakeling van het nieuwe Europa op een speelse, soms subversieve manier. Filmfreak Distribution bracht de film in mei 2011 op DVD uit.

## Verhaal
Viva Europa! speelt zich af op 9 november 2009, twintig jaar na de 'val van de Muur'. Circusclown Jonathan (Godehard Giese) verliest zijn baan. Op straat ontmoet hij het Poolse hoertje Olga (Agnieszka Rozenbajgier). Gezamenlijk brengen ze de nacht door op een hotelkamer, en blikken terug op twintig jaar Europese eenheid. Terwijl Jonathan een hysterische monoloog over communisme bij een stuk Berlijnse Muur houdt, dreigt circusdirecteur Yakov (Hendrik Arnst) uitgezet te worden. Olga's pooiers raken inmiddels ongeduldig. Ze besluiten wraak te nemen op Olga, omdat zij haar verplichtingen niet nakomt. Na een confrontatie met het paartje, maakt Olga kennis met de duistere kant van het 'nieuwe' Europa. 